# Brösthålan

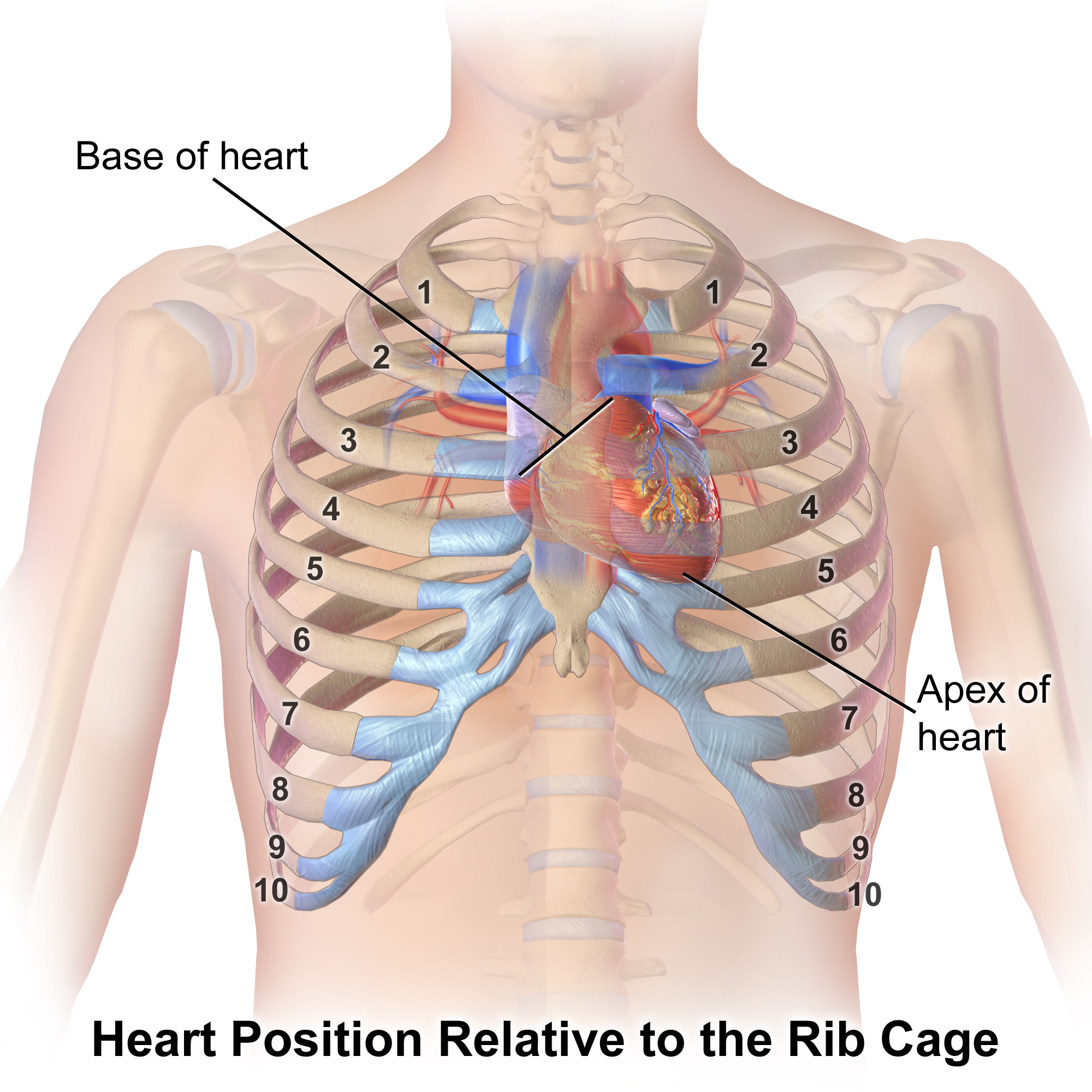
Hjärtats position i brösthålan.

Brösthålan, cavum thoracicus, är det hålrum som ligger ovanför bukhålan och omsluts av bröstkorgen på sidorna, och som bland annat innehåller hjärtat, lungor, matstrupen och flera stora blodkärl. Den avskiljs från bukhålan av mellangärdet.
Brösthålans storlek är inte exakt samma som bröstkorgens storlek. Det beror på, att bukhålans övre organ, som till exempel levern och mjälten, delvis omsluts av de nedre revbenen (men de ligger under mellangärdet). Lungornas övre kanter når vidare något ovanför bröstkorgens överkant. Brösthålans storlek varierar också, dels beroende på att bukorganen tar olika stor plats och dels beroende på andningsrörelser. När man andas kan brösthålans storlek öka på principiellt två olika sätt: dels genom att diafragma sänks, och dels genom att revbenen lyfts (det vill säga genom att vinkeln mellan revbenen och ryggraden minskar). I brösthålan finns tre epitelklädda hålrum, nämligen de två lungsäckarna och hjärtsäcken, som innehåller lungorna respektive hjärtat. Eftersom brösthålan innehåller så många livsviktiga organ kan skador som drabbar brösthålan vara potentiellt mycket allvarliga.